# 奥伯林 (俄亥俄州)
歐柏林（英語：Oberlin）是美国俄亥俄州羅藍縣的一个城市，位于克利夫兰市西南，是歐柏林学院的所在地。该地是工业制铝的霍尔－埃鲁法的首创城市。2010年人口8286人。名字来自于法国牧师、慈善家約翰·弗里德里希·歐柏林。美国南北战争前是运送逃亡黑人的地下铁路的终点，大量黑人从此地离开奔向自由。